# Tepetzintla II
Tepetzintla II är en ort i Mexiko.   Den ligger i kommunen San Felipe Orizatlán och delstaten Hidalgo, i den sydöstra delen av landet, 200 km norr om huvudstaden Mexico City. Tepetzintla II ligger 159 meter över havet och antalet invånare är 126.
Terrängen runt Tepetzintla II är kuperad söderut, men norrut är den platt. Runt Tepetzintla II är det ganska tätbefolkat, med 248 invånare per kvadratkilometer. Närmaste större samhälle är Huejutla de Reyes, 14,0 km öster om Tepetzintla II. Omgivningarna runt Tepetzintla II är en mosaik av jordbruksmark och naturlig växtlighet.